# Wade Johnstone
Pour les articles homonymes, voir Johnstone.
Wade Johnstone, né le 28 octobre 1981 à Perth, est un joueur professionnel de squash représentant l'Australie. Il atteint en février 2009 la 65e place mondiale sur le circuit international, son meilleur classement.

## Biographie
Il commence le squash à l'âge de trois ans en Australie. Après sa carrière de joueur, il devient entraîneur au Baltimore Country Club à Baltimore.